# یواس‌اس جیمز (اس‌پی-۴۲۹)
یواس‌اس جیمز (اس‌پی-۴۲۹) (به انگلیسی: USS James (SP-429)) یک کشتی بود که طول آن ۱۵۰ فوت (۴۶ متر) بود. این کشتی در سال ۱۹۱۲ ساخته شد.